# Порове
Поровете (Mustela) са род бозайници от семейство Порови (Mustelidae).
Таксонът е описан за пръв път от Карл Линей през 1758 година.

## Видове
- Mustela affinis
- Mustela africana – Амазонска невестулка
- Mustela aistoodonnivalis
- Mustela altaica – Солонгой
- Mustela amurensis
- Mustela aureoventris
- Mustela calotus
- Mustela canigula
- Mustela cicognanii
- Mustela erminea – Хермелин
- Mustela eversmanii – Степен пор
- Mustela felipei – Колумбийска невестулка
- Mustela foina
- Mustela formosana
- Mustela frenata – Дългоопашата невестулка
- Mustela galinthias
- Mustela haidarum
- Mustela hamptoni
- Mustela hodgsoni
- Mustela horsfieldii
- Mustela itatsi – Японски колонок
- Mustela kathiah – Индийски солонгой
- Mustela leucopus
- Mustela libyca
- Mustela longicauda
- Mustela longstaffi
- Mustela lutreola – Европейска норка
- Mustela lutreolina – Индонезийска планинска норка
- Mustela lutris
- Mustela macrodon
- Mustela mediterranea
- Mustela nigripes – Чернокрак пор
- Mustela nivalis – Невестулка
- Mustela nudipes – Голокрака невестулка
- Mustela putorius – Черен пор
- Mustela richardsonii
- Mustela russelliana
- Mustela sacana
- Mustela sibirica – Сибирски пор
- Mustela strigidorsa – Ивичеста невестулка
- Mustela subpalmata – Египетска невестулка
- Mustela temon
- Mustela tonkinensis
- Mustela whiteheadi
- Mustela zanthogenys